# Zelimján Yandarbíyev
Zelimján Abdulmuslimovich Yandarbíyev (en checheno: Яндарбин Абдулмуслиман-кIант Зелимхан, en ruso: Зелимхан Абдулмуслимович Яндарбиев; 12 de septiembre de 1952 - 13 de febrero de 2004) fue un escritor, político y líder independentista checheno, que ejerció como presidente interino de la escindida República Chechena de Ichkeria entre 1996 y 1997. En 2004 Yandarbíyev fue asesinado mientras vivía exiliado en Catar.

## Biografía
Originalmente erudito literario y poeta, Yandarbíyev se convirtió en líder del movimiento nacionalista checheno durante la disolución de la Unión Soviética. En mayo de 1990 fundó el Partido Democrático Vainaj (PDV), el primer partido checheno que defendía abiertamente una Chechenia independiente. En noviembre de 1990 se convertía en representante político al amparo de Dzhojar Dudáyev, el líder checheno que comandaba el país en la era postsoviética. Junto con Dudáyev, firmó el acuerdo con líderes ingusetios por el cual Chechenia e Ingusetia se convertían en dos territorios separados. En 1991 se convirtió en vicepresidente de la República Chechena de Ichkeria. Durante la Primera Guerra de Chechenia, Yandarbíyev no se ocupó de asuntos militares y se dedicó a escribir para defender la independencia. En abril de 1996, después del asesinato de Dzhojar Dudáyev, asumió la presidencia de manera transitoria, a pesar de que formó parte de la delegación que el 27 de mayo visitó a Borís Yeltsin y propició la declaración del alto el fuego y la firma de los Acuerdos de Jasaviurt.
Yandarbíyev se presentó a las elecciones presidenciales de febrero de 1997, avaladas por la OSCE, pero fue derrotado por Aslán Masjádov, consiguiendo solo un 10 % de los votos. Se inició una mala relación entre los dos líderes y Yandarbíyev fue acusado de un intento de asesinato de Masjádov. En septiembre de 1998, Masjádov acusó públicamente a Yandarbíyev de importar la filosofía islámica radical del wahabismo y de realizar actividades antiestatales, entre las que se incluía la organización de grupos armados ilegales. Yandarbíyev se alineó finalmente con los grupos islamistas opuestos a Masjádov.
Para agosto y septiembre de 1999, Yandarbíyev ya era considerado una figura clave detrás de la invasión de Daguestán por la Brigada Internacional Islámica. Al comienzo de la Segunda Guerra de Chechenia, Yandarbíyev viajó a Afganistán, Pakistán y Emiratos Árabes Unidos y finalmente se estableció en Catar en 1999 como refugiado.
Tras ser acusado de participar en la crisis de rehenes del teatro Dubrovka de Moscú de octubre de 2002, Yandarbíyev fue incluido en la lista de los más buscados de la Interpol y Rusia hizo la primera de varias solicitudes de extradición en febrero de 2003, citando a Yandarbíyev como uno de los principales terroristas internacionales y financiador de la resistencia chechena apoyada por Al-Qaeda. En junio de 2003, su nombre se añadió a la lista negra del Comité de Sanciones contra Al-Qaeda y los talibanes del Consejo de Seguridad de las Naciones Unidas de sospechosos relacionados con Al-Qaeda. Yandarbíyev desempeñó un papel fundamental en la obtención de financiación de fundaciones en los Estados árabes del golfo pérsico para apoyar a una facción radical chechena denominada Regimiento Islámico de Propósitos Especiales, un grupo militante responsable de la crisis de los rehenes del teatro de Moscú.
Fue asesinado el 14 de febrero de 2004 mediante una bomba colocada en su automóvil en Doha (Catar). Falleció en el acto, y resultó herido su hijo. Posiblemente también fallecieron sus dos escoltas. Por el asesinato resultaron condenados por la justicia catarí dos agentes de los servicios de inteligencia rusos SVR y GRU. Motivo de conflicto en las relaciones entre Catar y Rusia, los agentes fueron extraditados a Rusia para cumplir su condena de cadena perpetua en diciembre de 2004. Las autoridades penitenciarias rusas admitieron en febrero de 2005 que los agentes condenados no estaban en la cárcel y que la sentencia dictada en Catar era "irrelevante" en Rusia.